# Gran Premio del Brasile 2000
Il Gran Premio del Brasile 2000 è stato un Gran Premio di Formula 1 disputato il 26 marzo 2000 sul circuito di Interlagos di San Paolo. Il vincitore fu Michael Schumacher, su Ferrari; alle sue spalle furono classificati Giancarlo Fisichella su Benetton - Playlife e Heinz-Harald Frentzen su Jordan - Mugen Honda, in seguito alla squalifica nel dopo gara di David Coulthard, giunto secondo.

## Vigilia

### Aspetti sportivi
All'indomani del primo Gran Premio della stagione in Australia, la Renault rilevò il team Benetton per 120 milioni di dollari. La casa francese ottenne immediatamente il controllo della scuderia anglo-trevigiana, che avrebbe però continuato a mantenere nome, livrea e licenza italiana anche per tutto il 2001. La gestione della scuderia fu affidata sin dal Gran Premio del Brasile a Flavio Briatore, già direttore della squadra fino al 1997.
Prima della gara il circuito di Interlagos fu sottoposto a una riasfaltatura integrale, che però non fu sufficiente per eliminare completamente le irregolarità della superficie.

### Aspetti tecnici
Diverse scuderie apportarono delle modifiche alle proprie monoposto, per affinarne le appendici aerodinamiche o per risolvere i problemi di affidabilità emersi durante l'inaugurale Gran Premio d'Australia. Fu questo il caso della Mercedes, che, individuato in un filtro la causa del guasto al sistema delle valvole pneumatiche che aveva messo fuori gara sia Mika Häkkinen che David Coulthard, ne modificò il disegno. Anche la Ford-Cosworth modificò il sistema di lubrificazione del motore, che era stato all'origine dei problemi avuti principalmente da Herbert a Melbourne. Alla Arrows, invece, fu rivisto il progetto del tirante dello sterzo, che si era rotto su entrambe le vetture in Australia.

## Prove libere

### Resoconto
Durante la sessione di sabato mattina sulla monoposto di Schumacher si rese necessaria la sostituzione del motore. Nella stessa sessione, Mika Salo fu vittima di un violento incidente, causato dal cedimento dell'alettone posteriore in rettilineo.

### Risultati
I tempi migliori della prima sessione di prove libere di venerdì furono i seguenti:
| Pos | No | Pilota             | Costruttore        | Tempo    |
| --- | -- | ------------------ | ------------------ | -------- |
| 1   | 4  | Rubens Barrichello | Ferrari            | 1'17"631 |
| 2   | 1  | Mika Häkkinen      | McLaren - Mercedes | 1'17"896 |
| 3   | 2  | David Coulthard    | McLaren - Mercedes | 1'18"040 |

I tempi migliori della seconda sessione di prove libere di venerdì furono i seguenti:
| Pos | No | Pilota             | Costruttore        | Tempo    |
| --- | -- | ------------------ | ------------------ | -------- |
| 1   | 1  | Mika Häkkinen      | McLaren - Mercedes | 1'15"896 |
| 2   | 3  | Michael Schumacher | Ferrari            | 1'16"375 |
| 3   | 2  | David Coulthard    | McLaren - Mercedes | 1'16"606 |

I tempi migliori delle sessioni di prove libere di sabato mattina furono i seguenti:
| Pos | No | Pilota             | Costruttore        | Tempo    |
| --- | -- | ------------------ | ------------------ | -------- |
| 1   | 1  | Mika Häkkinen      | McLaren - Mercedes | 1'14"159 |
| 2   | 4  | Rubens Barrichello | Ferrari            | 1'14"442 |
| 3   | 2  | David Coulthard    | McLaren - Mercedes | 1'14"502 |

## Qualifiche

### Resoconto
Le qualifiche furono piuttosto tormentate, sia per via della pioggia intermittente, sia a causa delle ripetute cadute di alcuni cartelloni pubblicitari sul tracciato, che causarono per ben tre volte l'interruzione della sessione. Nella terza occasione, un cartellone cadde sul rettilineo principale mentre transitava la Prost di Jean Alesi, che dovette compiere uno scarto improvviso per evitarlo. Nonostante questi contrattempi, Mika Häkkinen confermò la pole position del Gran Premio d'Australia, precedendo anche in questa occasione il compagno di squadra David Coulthard, rispetto al quale fu più veloce di oltre un decimo di secondo. Michael Schumacher fu autore di un'uscita di pista, nella quale il telaio della sua monoposto si danneggiò. Il pilota tedesco disputò il resto delle qualifiche al volante del muletto, dovendo rinunciare a completare il proprio giro migliore perché non aveva sufficiente benzina a bordo e facendo segnare il terzo tempo. Alle sue spalle si qualificò il suo compagno di squadra Rubens Barrichello.
La terza fila fu occupata da Giancarlo Fisichella e Eddie Irvine, entrambi staccati di oltre un secondo rispetto al tempo della pole position. Le prime file furono completate da Heinz-Harald Frentzen, Ricardo Zonta, Jenson Button (al debutto assoluto sul circuito brasiliano) e Jacques Villeneuve.
Nelle fasi iniziali della sessione, sulla Sauber di Pedro Diniz cedette l'alettone posteriore. Il pilota brasiliano riuscì ad evitare contatti con le barriere e a riportare la sua vettura ai box, ma la Sauber, in luce del cedimento avvenuto in mattinata sulla monoposto di Salo, decise di fermare entrambi i piloti. Non essendoci il tempo necessario per analizzare le cause dei cedimenti, nel pomeriggio Peter Sauber annunciò la rinuncia della sua squadra a prendere parte alla gara.

### Risultati
| Pos | No | Pilota                | Costruttore          | Tempo    | Distacco |
| --- | -- | --------------------- | -------------------- | -------- | -------- |
| 1   | 1  | Mika Häkkinen         | McLaren - Mercedes   | 1'14"111 |          |
| 2   | 2  | David Coulthard       | McLaren - Mercedes   | 1'14"285 | +0"174   |
| 3   | 3  | Michael Schumacher    | Ferrari              | 1'14"508 | +0"397   |
| 4   | 4  | Rubens Barrichello    | Ferrari              | 1'14"636 | +0"525   |
| 5   | 11 | Giancarlo Fisichella  | Benetton - Playlife  | 1'15"375 | +1"264   |
| 6   | 7  | Eddie Irvine          | Jaguar - Cosworth    | 1'15"425 | +1"314   |
| 7   | 5  | Heinz-Harald Frentzen | Jordan - Mugen Honda | 1'15"455 | +1"344   |
| 8   | 23 | Ricardo Zonta         | BAR - Honda          | 1'15"484 | +1"373   |
| 9   | 10 | Jenson Button         | Williams - BMW       | 1'15"490 | +1"379   |
| 10  | 22 | Jacques Villeneuve    | BAR - Honda          | 1'15"515 | +1"404   |
| 11  | 9  | Ralf Schumacher       | Williams - BMW       | 1'15"561 | +1"450   |
| 12  | 6  | Jarno Trulli          | Jordan - Mugen Honda | 1'15"627 | +1"516   |
| 13  | 12 | Alexander Wurz        | Benetton - Playlife  | 1'15"664 | +1"553   |
| 14  | 19 | Jos Verstappen        | Arrows - Supertec    | 1'15"704 | +1"593   |
| 15  | 14 | Jean Alesi            | Prost - Peugeot      | 1'15"715 | +1"604   |
| 16  | 18 | Pedro de la Rosa      | Arrows - Supertec    | 1'16"002 | +1"891   |
| 17  | 8  | Johnny Herbert        | Jaguar - Cosworth    | 1'16"250 | +2"139   |
| 18  | 20 | Marc Gené             | Minardi - Fondmetal  | 1'16"380 | +2"269   |
| 19  | 15 | Nick Heidfeld         | Prost - Peugeot      | 1'17"112 | +3"001   |
| 20  | 21 | Gastón Mazzacane      | Minardi - Fondmetal  | 1'17"512 | +3"401   |

## Warm up

### Risultati
I tempi migliori fatti segnare nel warm up di domenica mattina furono i seguenti:
| Pos | No | Pilota             | Costruttore        | Tempo    |
| --- | -- | ------------------ | ------------------ | -------- |
| 1   | 1  | Mika Häkkinen      | McLaren - Mercedes | 1'16"343 |
| 2   | 3  | Michael Schumacher | Ferrari            | 1'16"348 |
| 3   | 2  | David Coulthard    | McLaren - Mercedes | 1'17"008 |

## Gara

### Resoconto
Wurz partì dai box dopo aver fatto spegnere il motore sullo schieramento; in gara il pilota austriaco si ritirò dopo appena sei giri per un problema al motore.
Alla partenza le due Ferrari, che avevano programmato una strategia a due soste, scattarono decisamente meglio delle McLaren, partite per compiere un solo pit stop. Schumacher superò Coulthard già al via, attaccando poi Häkkinen e sorpassandolo alla prima curva del secondo giro, in fondo al rettilineo dei box; lo stesso fece il suo compagno di squadra, che sopravanzò Coulthard e cominciò così a tallonare Häkkinen. Dietro ai primi quattro si trovava Irvine, seguito da Fisichella, Frentzen, Trulli, Zonta, Villeneuve e Verstappen.
Trulli e Verstappen, con vetture più leggere rispetto a quelle dei rivali, diedero vita ad una bella sequenza di sorpassi; Irvine, proprio dopo essere stato superato da Trulli, uscì di pista e fu costretto al ritiro al 20º giro. Intanto, al 15º giro Barrichello aveva passato Häkkinen, conquistando la seconda posizione.
Nello stesso giro rientrò ai box Schumacher, al quale non bastarono 21"9 secondi di vantaggio per tornare in pista davanti ad Häkkinen. Il pilota tedesco riuscì comunque a sopravanzare Coulthard, che cominciò ad avere problemi con il cambio. Due giri dopo, anche Barrichello effettuò il proprio pit stop, tornando in pista al quarto posto; tuttavia, cinque giri dopo sulla Ferrari si ruppe il motore ed il brasiliano fu costretto al ritiro nella gara di casa.
Al 28º giro, Trulli, quinto, si fermò per la sua prima sosta. Tre tornate più tardi anche Häkkinen rientrò ai box, non per rifornire ma per ritirarsi a causa di un guasto al motore. Schumacher, in testa e con un notevole vantaggio su Coulthard, rallentato da problemi tecnici, poté amministrare tranquillamente la corsa. Alle sue spalle diversi piloti si contendevano il terzo posto: Verstappen rifornì al 36º giro, seguito cinque passaggi più tardi da Frentzen. Il pilota olandese fu però rallentato dai crampi, e dovette cedere la posizione sia a Ralf Schumacher che a Button  scivolando all'ottavo posto.
Fisichella, risalito fino al terzo posto, restò in pista fino al 51º giro, rientrando in gara davanti a Trulli (che doveva effettuare un secondo pit stop) e a Frentzen. Nello stesso giro anche Schumacher si fermò ai box, tornando in pista davanti a Coulthard, che aveva effettuato la sua unica sosta al 43º giro. A tredici tornate dalla fine il ferrarista rallentò improvvisamente a causa di problemi al cambio; tuttavia, Coulthard era troppo lontano per impensierirlo e Schumacher fu in grado di amministrare il proprio vantaggio, tagliando il traguardo per primo seguito dal pilota scozzese della McLaren. Terzo giunse Fisichella, seguito dalle due Jordan di Frentzen e Trulli e da Ralf Schumacher.
Le verifiche tecniche del dopo gara si protrassero per diverse ore. Inizialmente, i controlli interessarono le vetture di tutti i piloti giunti a punti ad eccezione di Fisichella e furono concentrati sull'eccessiva usura del pattino di legno posto sul fondo di tutte le monoposto. Al termine delle verifiche, le vetture furono considerate a norma, ma Coulthard venne comunque squalificato perché l'alettone anteriore della sua McLaren era posto a una distanza troppo ridotta dal suolo, risultando sette millimetri più basso del dovuto. La squalifica del pilota scozzese consegnò la piazza d'onore a Fisichella e fece salire sul podio Frentzen, dando inoltre a Button il primo punto in carriera.

### Risultati
| Pos          | No | Pilota                | Costruttore          | Giri | Tempo/Ritiro e motivo del ritiro | Partenza | Punti |
| ------------ | -- | --------------------- | -------------------- | ---- | -------------------------------- | -------- | ----- |
| 1            | 3  | Michael Schumacher    | Ferrari              | 71   | 1h31'35"271                      | 3        | 10    |
| 2            | 11 | Giancarlo Fisichella  | Benetton - Playlife  | 71   | +39"898                          | 5        | 6     |
| 3            | 5  | Heinz-Harald Frentzen | Jordan - Mugen Honda | 71   | +42"268                          | 7        | 4     |
| 4            | 6  | Jarno Trulli          | Jordan - Mugen Honda | 71   | +1'12"780                        | 12       | 3     |
| 5            | 9  | Ralf Schumacher       | Williams - BMW       | 70   | + 1 giro                         | 11       | 2     |
| 6            | 10 | Jenson Button         | Williams - BMW       | 70   | + 1 giro                         | 9        | 1     |
| 7            | 19 | Jos Verstappen        | Arrows - Supertec    | 70   | + 1 giro                         | 14       |       |
| 8            | 18 | Pedro de la Rosa      | Arrows - Supertec    | 70   | + 1 giro                         | 16       |       |
| 9            | 23 | Ricardo Zonta         | BAR - Honda          | 69   | + 2 giri                         | 8        |       |
| 10           | 21 | Gastón Mazzacane      | Minardi - Fondmetal  | 69   | + 2 giri                         | 20       |       |
| Ritirato     | 8  | Johnny Herbert        | Jaguar - Cosworth    | 51   | Motore                           | 17       |       |
| Ritirato     | 20 | Marc Gené             | Minardi - Fondmetal  | 31   | Motore                           | 18       |       |
| Ritirato     | 1  | Mika Häkkinen         | McLaren - Mercedes   | 30   | Motore                           | 1        |       |
| Ritirato     | 4  | Rubens Barrichello    | Ferrari              | 27   | Motore                           | 4        |       |
| Ritirato     | 7  | Eddie Irvine          | Jaguar - Cosworth    | 20   | Incidente                        | 6        |       |
| Ritirato     | 22 | Jacques Villeneuve    | BAR - Honda          | 16   | Cambio                           | 10       |       |
| Ritirato     | 14 | Jean Alesi            | Prost - Peugeot      | 11   | Impianto elettrico               | 15       |       |
| Ritirato     | 15 | Nick Heidfeld         | Prost - Peugeot      | 9    | Motore                           | 19       |       |
| Ritirato     | 12 | Alexander Wurz        | Benetton - Playlife  | 6    | Motore                           | 13       |       |
| Squalificato | 2  | David Coulthard       | McLaren - Mercedes   | 71   | /                                | 2        |       |

## Classifiche

### Piloti
| Pos. | Pilota                | Punti |
| ---- | --------------------- | ----- |
| 1    | Michael Schumacher    | 20    |
| 2    | Giancarlo Fisichella  | 8     |
| 3    | Rubens Barrichello    | 6     |
| 3    | Ralf Schumacher       | 6     |
| 5    | Heinz-Harald Frentzen | 4     |
| 6    | Jacques Villeneuve    | 3     |
| 6    | Jarno Trulli          | 3     |
| 8    | Ricardo Zonta         | 1     |
| 8    | Jenson Button         | 1     |

### Costruttori
| Pos. | Team                 | Punti |
| ---- | -------------------- | ----- |
| 1    | Ferrari              | 26    |
| 2    | Benetton - Playlife  | 8     |
| 3    | Jordan - Mugen Honda | 7     |
| 3    | Williams - BMW       | 7     |
| 5    | BAR - Honda          | 4     |